# Daniel Verbis
Daniel Verbis (n. León; 1968), pintor español.

## Trayectoria
Licenciado en Bellas Artes por la Universidad de Salamanca (1986-1991), su trabajo está marcado por la experimentación con nuevos materiales, resinas, plastilinas, botones, hilos y lanas, cuerdas, lonas plásticas, etc., materiales que tradicionalmente se habían mantenido fuera del ámbito de las técnicas pictóricas. Poco ortodoxo a la hora de utilizar los materiales, combina las instalaciones con la pintura, integrando ambas en un juego lúdico en el que se da prioridad a las preguntas y a los interrogantes. Para el hacer artístico de Daniel Verbis carecen de sentido las antiguas diferencias y antagonismos entre la pintura y la escultura. Sus imágenes están abiertas, adivinándose el proceso, en ocasiones inacabado, que da paso a que el espectador retome la lectura en otra obra en donde el mismo motivo está resuelto con técnica diferente. Es frecuente que en sus obras el bastidor de los lienzos sea una parte importante del significado final de la imagen. De este modo, las obras de Daniel Verbis se convierten en claves visuales para que el espectador realice una interpretación de los mecanismos de significado artístico. En sus últimas obras, el papel de aluminio y el dibujo lo protagonizan todo, en una proyección de círculos de colores y en varios dibujos realizados con aceites, bolígrafos e hilos.Su obra en cuanto a motivos es poco anecdótica centrándose en aspectos esencialistas de formas o ensamblaje de formas netas apenas sin ornamento. Es un ejemplo de la transgresión de fronteras entre géneros artísticos.

## Exposiciones
Expone individualmente en la Galería Emilio Navarro, Madrid (1992), Galería Espacio Mínimo, Murcia (1993), Galería Fúcares, Madrid (1998). Participa en el XVI Salón de los Dieciséis (Madrid, 1996); MUSAC (León, 2006); CAB (Burgos, 2004); Galería Max Estrella (Madrid, 2001). Su obra también ha sido expuesta en EE. UU.: Diana Lowenstein fine arts (Miami, USA, 2006); Emilio Navarro Gallery (Miami, USA, 1997); The Drawing Center (New York, USA, 1997). En 2009 expuso en Córdoba.
Desde 1993 hasta 1997 participa en ARCO con la Galería Emilio Navarro (Madrid). Desde 2001 hasta 2009 vuelve a ARCO, pero de la mano de las Galerías Max Estrella (Madrid) y Rafael Ortiz. Igualmente ha participado en ArtMadrid (Galería Trinta), Foro Sur (Cáceres), de la mano de la Galería Rafael Ortiz, Feria de Chicago (Galería Trinta), Arte Santander (Galería Rafael Ortiz), Pintura mutante (Vigo), Feria de Colonia (Galería Max Estrella), Feria de Lisboa (Galería Rafael Ortiz), Sevilla Arte Actual (Galería Rafael Ortiz), Feria de Turín (Galería Max Estrella), Art Basel de Miami (Galería Diana Lowenstein), Expoarte Guadalajara, de México (Galería Emilio Navarro).

## Premios
- Recibe el Premio de pintura L´Oreal (1998), uno de los premios más importantes del panorama artístico español.
- En 1999 recibe el Premio de pintura Fray Luis de León, otorgado por la Junta de Castilla y León.
- Premio de pintura Caja España (2000).
- Premio Ángel de Pintura en su IX edición (2007), celebrada y otorgada en Córdoba.

## Obras en museos y colecciones públicas
Su obra se encuentra representada en los más importantes museos y colecciones de arte españoles entre los que destacan:
- Patio Herreriano, Museo de Arte Español Contemporáneo.
- Museo Nacional Centro de Arte Reina Sofía.
- Museo de Arte Contemporáneo de Castilla y León (MUSAC).
- Museo de Teruel.
- Artium.
- Museum Folkwang (Alemania).
- DA2 Domus Artium 2002
 (Salamanca).